# Shahjahanpur
Shahjahanpur är en stad i den indiska delstaten Uttar Pradesh, och är administrativ huvudort för distriktet Shahjahanpur. Staden hade 329 736 invånare vid folkräkningen 2011, med förorter 347 852 invånare.